# تپه کلاته مستوفی
تپه کلاته مستوفی مربوط به مفمرع - عصر آهن است و در بجنورد، ۵۰۰ متری حومه غربی شهر بجنورد (کلاته مستوفی)، ۱۵۰ متری شمال جاده اصلی بجنورد، گرگان، در نزدیکی ایستگاه پلیس راه بجنورد واقع شده و این اثر در تاریخ ۲۷ بهمن ۱۳۸۷ با شمارهٔ ثبت ۲۴۶۷۰ به‌عنوان یکی از آثار ملی ایران به ثبت رسیده است.